# Trojan
Trojan (bugarski: Троян) je grad u središnjoj Bugarskoj s oko 30 000 stanovnika, koji se prostire na površini od 888 850 m². Trojan je daljen oko 160 km od glavnog grada Sofije. 
Najbliža međunarodna zračna luka nalazi se u Gornoj Orjahovici, udaljena oko 105 km. Rijeka Beli Osam teče kroz samo središte grada.

## Povijest
Kao naselje Trojan se počeo spominjati od XV. st.[nedostaje izvor] kao usputna postaja na gorskom prijevoju Trojan na rimskoj antičkoj cesti Via Traiana koja se zvala i Via Militaris, i povezivala je Egejsko more s Dunavskim krajem (po toj cesti je i grad dobio ime).
Trojan je dobio status grada tek 1868. godine, nakon što se razvio u obrtnički centar svoga kraja. Naročito je bio razvijena izrada keramičkog posuđa. 
U vrijeme rusko-turskog rata (1877. – 1878.) grad je bio spaljen po povlačenju turskih postrojbi 1877. godine.
Nakon oslobođenja zemlje i osnutka Kneževine Bugarske, grad se razvijao vrlo sporo. 
Prva električna sijalica zasjala je u Trojanu 1911. godine. Po tome je Trojan bio treći bugarski grad, odmah nakon Sofije i Plovdiva koji je elektrificiran. 
Brži razvoj otpočeo je nakon izgradnje male hidrocentrale i tekstilne tvornice. Vrlo kasno, tek 1948. godine grad je povezan željezničkom prugom Loveč - Levski - Svištov s ostalim bugarskim gradovima i svijetom. Nakon toga izgrađene su tvornice elektromotora, električnih proizvoda, građevinskih strojeva, namještaja i vunenih tkanina.

## Kultura i znamenitosti grada
Trojan je unutar Bugarske poznat po svom Trojanskom manastiru, na dan manastira Veliku Gospu 15. kolovoza okupe se brojni vjernici da vide slavnu svetačku ikonu Blažene Marije (koja je slavna po tome što ima tri srebrne ruke)
Dan grada je 14. listopada, to je i dan zaštitnice grada Svete Petke Paraskeve.

## Prirodne znamenitosti
Regija Trojan ima čak tri Nacionalna parka: Kozja Stena, Steneto i Severen Jendem, koji je samo dio većeg Središnjeg balkanskog nacionalnog parka. U ovim parkovima ima neobičnih geoloških formacija kamenih stijena, vodopada kao i rijetkih i neobičnih primjeraka životinjskog svijeta.

## Gospodarstvo
Današnji Trojan je sjedište velikog pogona za proizvodnju generičkih lijekova, farmaceutske tvrtke Actavis  kao i tvornice za proizvodnju rasvjetnih tijela Elma i Mašstroj   Arhivirana inačica izvorne stranice od 29. siječnja 2018. (Wayback Machine). U Trojanu djeluje poznata destilerija 
Vinprom-Trojan poznata po svojoj šljivovici.

## Vanjske poveznice
- Službene stranice grada Trojana
- Turizam u Trojanu
- Novosti iz Trojana  Arhivirana inačica izvorne stranice od 22. ožujka 2010. (Wayback Machine)